# بانشي (مسلسل)
بانشي (Banshee) هو مسلسل حركة-دراما أمريكي يعرض على قناة سينيماكس من تأليف جوناثن تروبر وديفيد شيكلر. تمت إذاعة الحلقة الأولى على قناة سينيماكس يوم 11 يناير 2013، وهذا المسلسل من ضمن خطة للقناة لتطوير مسلسلاتها الأصلية.قد حقق المسلسل نجاحاً، الموسم الرابع منه عرض في 2016 مكون من 8 حلقات.

## القصة
تقع أحداث المسلسل في مدينة خيالية صغيرة تسمى بانشي في ولاية بنسيلفانيا. بعد مكوثه 15 سنة في السجن لسرقة الألماس من رجل عصابات أوكراني، يذهب بطل المسلسل «جون فيدال» إلى القرية ليبحث عن شريكته في الجريمة وعشيقته السابقة أنستازيا. عندما يجدها، يعلم البطل إنها أصبحت امرأة متزوجة ووالدة لطفلين تحت شخصية مبتكرة واسمها الجديد هو «كاري هوبويل». ولاحقاً عندما يُقتل قائد الشرطة الجديد، ينتحل البطل شخصية الشرطي «لوكاس هود» ويصبح قائد الشرطة الجديد للبلدة. الموسم الأول من المسلسل يشهد صراع البطل للتأقلم مع حياته الجديدة والشخصية المنتحلة ويحاول التعامل مع القائد الإجرامي في البلدة ويحاول أيضاً البقاء هارباً من من رجل العصابات الأوكراني «رابيت».

## طاقم التمثيل

### الرئيسي
- أنتوني ستار بدور الرجل المعروف باسم لوكاس هود: محتال سابق ولص رئيسي تم إطلاق سراحه من السجن بعد 15 عامًا ويتبنى هوية لوكاس هود الحقيقي، عمدة بانشي القادم، الذي يموت في الحلقة الأولى.
- إيفانا ميليشيفيتش في دور أناستاسيا "آنا" رابيتوفا / كاري هوبويل: الشريك الإجرامي السابق لهود وعشيقها. تعيش في بانشي تحت اسم مستعار كوكيل عقارات مع زوجها جوردون وطفليها ديفا وماكس، الذين لا يعرفون ماضيها. وهي أيضًا مختبئة من والدها "السيد رابيت".
- أولريش تومسن بدور كاي بروكتور: زعيم الجريمة ورجل الأعمال في بانشي. كان بروكتور في الأصل عضوًا في مجتمع الآميش في بانشي، لكنه تخلى عن الإيمان من أجل الجريمة.
- فرانكي فايسون في دور شوجر بيتس: ملاكم سابق متقاعد ومحتال سابق، تحول إلى صاحب حانة. يصادق هود ويدرك أنه مجرم.
- هون لي بدور جوب: مخترق كمبيوتر وشريك هود الإجرامي. يشتهي الملابس المغايرة. وهو أيضًا مختبئ من "السيد رابيت" ويضطر للانتقال إلى بانشي بعد الكشف عن هويته.
- روس بلاكويل بدور جوردون هوبويل: محامي مقاطعة بانشي وزوج كاري. وهو بطل من أبطال حرب الخليج ومتقاعد من مشاة البحرية. (الموسم 1-3)
- مات سيرفيتو في دور بروك لوتس: نائب بانشي، والعضو الأطول خدمة في القوة. كان من المفترض أن يصبح بروك العمدة الجديد قبل تعيين هود الحقيقي وهو مستاء من تجاوزه.
- ديميتريوس جروس في دور إيميت يونرز: نائب من بانشي. (المواسم 1-2)
- تريست كيلي دن في دور سيوبهان كيلي: نائبة من بانشي. (المواسم 1-3)
- رايان شين بدور ديفا هوبويل: مراهقة متمردة، ابنة كاري وهود.
- دانييل روس أوينز بدور دانيال "دان" كيندال: عمدة بانشي، وهو مثالي وسياسي شاب يعارض أنشطة بروكتور الإجرامية. (الموسم 1)
- ليلي سيمونز بدور ريبيكا بومان: فتاة شابة من الأميش عاشت حياة متدينة مع والدها إيليا نهارًا، لكنها كانت متمردة ومختلطة جنسيًا ليلاً حتى تكتشف عائلتها حياتها المزدوجة ويطردونها. هي ابنة عم بروكتور والعضو الوحيد في مجتمع الأميش الذي اتصل به. يأخذها عمها تحت جناحه ويبدأ في إرشادها في حياة الجريمة.
- بن كروس بدور إيغور "السيد رابيت" رابيتوف: رجل عصابات أوكراني لا يرحم يسعى للانتقام من هود لسرقته منه وتحويل ابنته أناستاسيا ضده (المواسم 1-2).

## وصلات خارجية
- الموقع الرسمي
- بانشي على موقع IMDb (الإنجليزية)
- بانشي على موقع ميتاكريتيك (الإنجليزية)
- بانشي على موقع روتن توميتوز (الإنجليزية)
- بانشي على موقع كينوبويسك (الروسية)
- بانشي على موقع ألو سيني (الفرنسية)
- بانشي على موقع قاعدة بيانات الفيلم (الإنجليزية)